# Kinas kvinder bærer den halve himmel
Kinas kvinder bærer den halve himmel er en dansk dokumentarfilm fra 1976, der er instrueret af Eva Ethelberg efter manuskript af Jette Roos.

## Handling
Filmen er optaget på en kvindegruppes rejse til Kina 1974. Den behandler de kinesiske kvinders forhold før revolutionen, efter og nu - i familien, i produktionen og i kvindebevægelsen. Kinesiske kvinder udtaler sig om deres egne forhold før og nu. Ligeledes udtaler repræsentanter fra Kvindeforbundet sig.